# Norrköpings rådhus

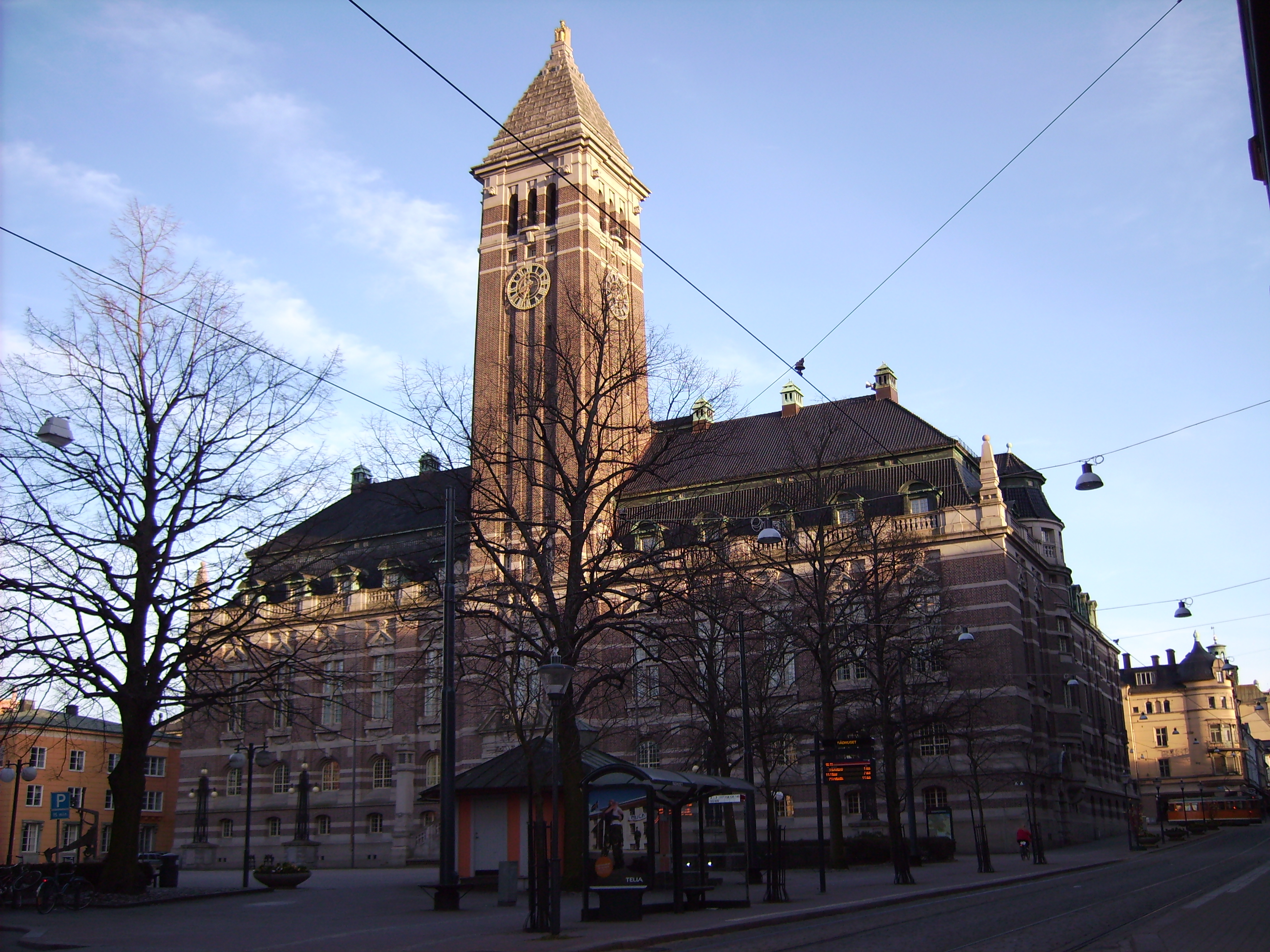
Norrköpings rådhus

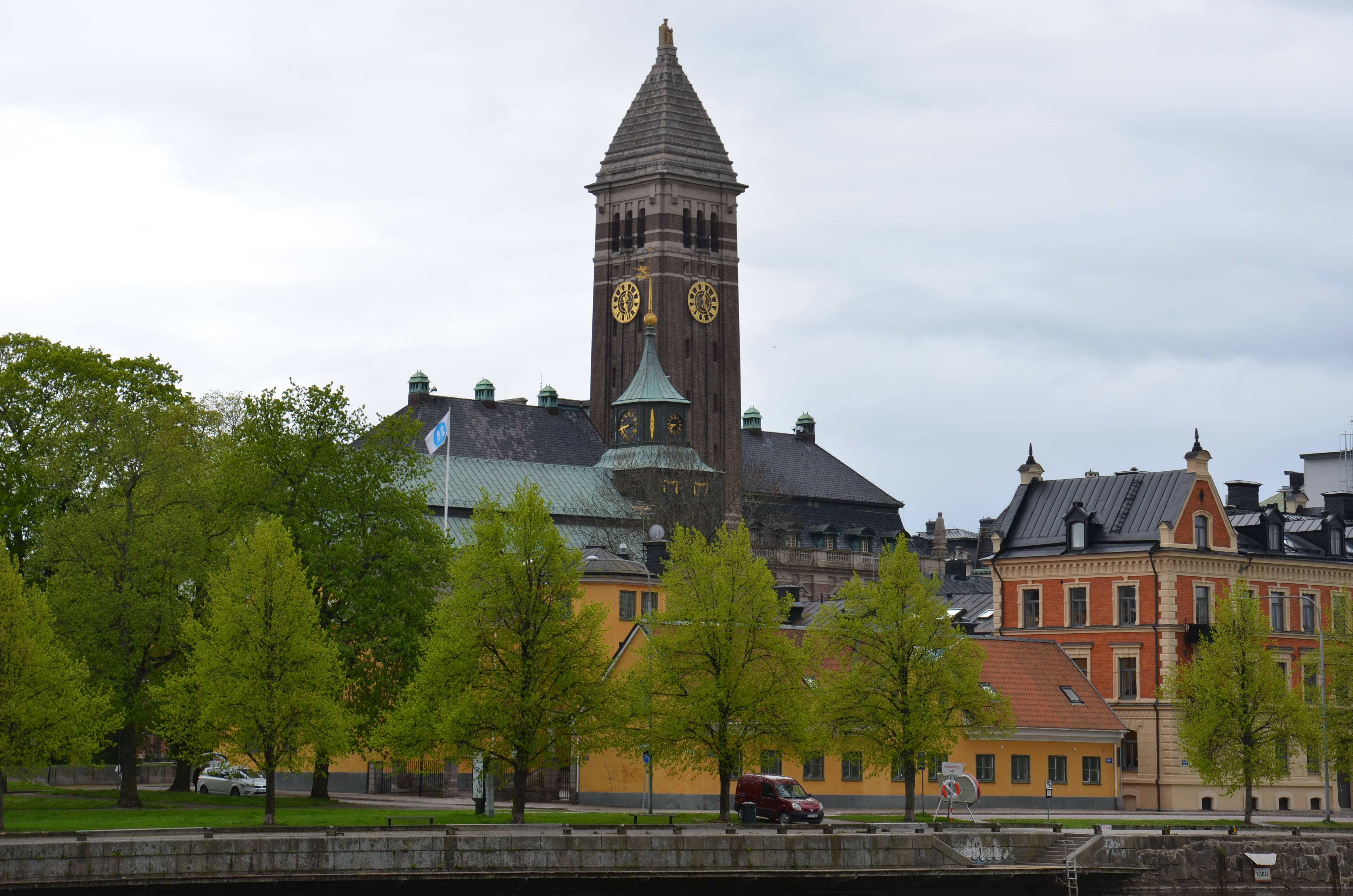
Norrköpings rådhus, sett från Saltängen

Norrköpings rådhus är beläget vid Tyska torget i centrala Norrköping.
Rådhuset uppfördes 1907–1910 i helsingborgstegel efter riktningar av Isak Gustaf Clason. Byggnaden uppfördes ursprungligen som rådhusrätt, men är i dag kommunhus. Byggnaden blev byggnadsminne 1990. Rådhuset är uppfört på samma plats som det gamla rådhuset, som revs 1906. Gamla rådhuset byggdes 1724–1734, då Norrköping byggdes upp igen efter det att ryssarna bränt ner staden 1719 under Stora nordiska kriget.
På toppen av den 68 meter höga byggnaden står en 4,5 meter förgylld staty av stadens skyddshelgon Sankt Olof, i folkmun kallad Gull-Olle. Den skapades år 1910 av Johan Axel Wetterlund.